# Garry Roberts
Garrick Roberts (16 de junio de 1950-9 de noviembre de 2022) fue un músico irlandés conocido como el guitarrista principal de The Boomtown Rats, una banda que se formó en 1976. Él y Johnnie Fingers (Moylett) habían decidido formar una banda y, entre ellos, reclutaron a los otros cuatro miembros, Pete Briquette (bajo), Gerry Cott (guitarra), Simon Crowe (batería) y el cantante Bob Geldof.

## Carrera
Roberts fue el guitarrista principal de la banda The Boomtown Rats, que se formó en 1976. Después de que The Boomtown Rats se disolvió en 1986, Roberts trabajó con Simply Red, Orchestral Maneuvers in the Dark y Flesh For Lulu en el papel de ingeniero de sonido en giras. en el Reino Unido y Estados Unidos. Evitó tocar la guitarra en público durante diez años, después de lo cual él y Simon Crowe tocaron juntos durante cuatro años en el cuarteto de ritmo y blues The Velcro Flies. 
Después de haber trabajado con éxito como asesor financiero independiente durante quince años, se desilusionó con la industria de seguros de vida y se convirtió en ingeniero de calefacción central para mantenerse ocupado entre los trabajos. Roberts y Crowe, con Darren Beale, en la segunda guitarra principal, y Peter Barton, en el bajo y la voz principal, tocaban juntos como Boomtown Rats Roberts y Crowe, e interpretaban material de los primeros tres álbumes de los Rats en Europa y el Reino Unido.

## Vida personal y muerte
Roberts vivía en Bromyard, Herefordshire. Murió el 9 de noviembre de 2022, a la edad de 72 años.

## Discografía

### Con The Boomtown Rats
- The Boomtown Rats (1977)
- A Tonic for the Troops (1978)
- The Fine Art of Surfacing (1979)
- Mondo Bongo (1981)
- V Deep (1982)
- In the Long Grass (1984)
- Citizens of Boomtown (2020)